# Biotit
Biotit hay "mica đen" là một khoáng vật silicat lớp thuộc nhóm mica, có công thức hóa học gần đúng là K(Mg, Fe)3AlSi3O10(F, OH)2. Tổng quát hơn, nó thuộc chuỗi mica có màu sẫm, có nguồn gốc từ dung dịch rắn giữa annit gốc sắt và phlogopit gốc magnesi; một số gốc nhôm khác như siderophyllit. Biotit được đặt tên bởi J.F.L. Hausmann vào năm 1847 để tưởng nhớ đến nhà vật lý học người Pháp tên Jean-Baptiste Biot, người đã nghiên cứu các đặc điểm quang học của mica và phát hiện một số đặc điểm duy nhất đặc trưng cho biotit vào năm 1816.
Biotit là một silicat dạng tấm. Sắt, magnesi, nhôm, silic, oxy, và hydro tạo thành các tấm được liên kết với nhau bởi các liên kết yếu của các ion kali. Nó đôi khi được gọi là "mica sắt" bởi vì nó chứa nhiều sắt hơn phlogopit.